# Graceland (álbum)
Graceland es el séptimo álbum de estudio del músico estadounidense Paul Simon, lanzado el 26 de agosto de 1986.
Fue un éxito, superando el UK Album Chart, y alcanzando el número tres en los EE. UU. en el Billboard 200. El álbum ganó los Premios Grammy de 1987 por el álbum del año, mientras que la canción que le dio título al álbum ganó los Premios Grammy 1988 por la mejor grabación del año. En 2007, se añadió el álbum para el Registro Nacional de Grabación de Estados Unidos, junto con otras 24 grabaciones importantes de ese año. Se incluye en muchas listas de álbumes "mejor de" y "grandes" que incluyen tanto las de la revista Rolling Stone y Time.

## Descripción general

### Antecedentes
Viniendo de una época en donde la carrera musical de Simon se encontraba en declive después de la respuesta del público decepcionante para Hearts and Bones, el proyecto se inspiró en un principio, como Simon explica en las notas de los álbumes de la primera edición del disco, cuando escuchó un casete prestado por Heidi Berg, un cantante y compositor que trabajaba con Simon como productor. El casete, un tema instrumental llamado "Gumboots-Accordion Jive Hits Number 1", era de una banda sudafricana, The Boyoyo Boys.
En una entrevista, Simon describió la canción de Boyoyo Boys como "música instrumental con un acordeón, guitarra eléctrica, bajo y batería." Él dijo que le recordaba a "un cierto tipo de el rock 'n' roll de los años cincuenta". Simon más tarde escribió la letra para cantar durante una regrabación de la canción, la cual se convirtió en el cuarto tema del disco, que comienza con la estructura y luego la adición de la melodía.

### Música
Graceland ofrece una mezcla ecléctica de estilos musicales como el pop, a capela, isicathamiya, rock y mbaqanga. El álbum fue fuertemente influenciado por los primeros trabajos de los músicos sudafricanos Johnny Clegg y Sipho Mchunu, y la música pop de su banda Juluka. Juluka fue la primera banda de pop integrada en Sudáfrica. Simon incluye agradecimientos a Johnny Clegg, Juluka y el productor de la banda, Hilton Rosenthal en la cita de  "agradecimientos especiales" que se incluye en el álbum.
Gran parte del álbum fue grabado en Sudáfrica, y cuenta con muchos músicos y grupos de Sudáfrica. Simon enfrentó acusaciones por organizaciones como la asociación de Artistas Unidos contra el apartheid, músicos contra el apartheid, incluyendo Billy Bragg, Paul Weller y Jerry Dammers y el entonces Embajador de Ghana ante las Naciones Unidas James Victor Gbeho, de que él había roto el boicot cultural impuesto por el resto del mundo en contra del apartheid en Sudáfrica, que estaba en sus últimos años en el momento. Aunque contó con el apoyo de las Naciones Unidas (en particular el Comité contra el apartheid), el álbum mostró el talento de los músicos sudafricanos negros sin ofrecer apoyo al gobierno de Sudáfrica, incluso la ANC protestó por la colaboración como una ruptura en el boicot cultural. Sin embargo Simon también recibió elogios por el fomento de la música sudafricana de Hugh Masekela, uno de los músicos más importantes de Sudáfrica y un opositor exiliado del apartheid, que posteriormente viajó junto a Simon y Miriam Makeba.
El éxito mundial del álbum introdujo algunos de los músicos, especialmente del grupo vocal Ladysmith Black Mambazo, para audiencias globales propias. La canción Homeless fue escrita conjuntamente por Paul Simon y Joseph Tshabalala, el vocalista de Ladysmith Black Mambazo, como una melodía de una canción tradicional de la boda zulú.
Simon incluyó influencias "raíces" de América con las pistas en las que colaboran músicos de Zydeco como Clifton Chenier y músicos de Tex-Mex. The Everly Brothers cantaron la armonía de la canción principal. Linda Ronstadt aparece en la canción "Under African Skies", la segunda estrofa de la cual Simon escribió sobre la base de sus experiencias de la infancia.

## Recepción
Graceland fue el álbum de Paul Simon con posiciones más altas en los EE. UU. en más de una década, alcanzando el puesto #3 en las listas de Billboard, recibiendo una certificación de 5 × Platino por la RIAA y, finalmente, la venta de más de 14 millones de copias, por lo que es el álbum de Paul Simon con mayor éxito comercial. Los críticos dieron la bienvenida a su ecléctica y amplia mezcla de sonidos y la temática peculiar. Apareció regularmente en las encuestas de críticos y listas de "recomendados". El álbum también ayudó a llamar la atención en todo el mundo en la música de Sudáfrica.
El álbum atrajo elogios desde el principio. Rolling Stone lo llamó "encantador, atrevido y cumplido" y Robert Christgau mencionó entusiasmado que era "tan extraño, tan dulce, tan voluntarioso, tan radicalmente incongruente y sencillamente hermoso". Se fue tan aclamado por otros críticos que luego anticipó que iba a rematar las encuestas de los críticos Pazz & Jop, publicada por el periódico The Village Voice.
En el documental Graceland Classic Albums, Simon dice que considera que la canción que le da título al álbum es la mejor canción que ha escrito nunca. Un popular video musical, protagonizado por Simon y Chevy Chase se hizo para la canción "You Can Call Me Al". Simon presentó el álbum extensivamente, con muchos de los artistas del álbum, además de exiliados sudafricanos Hugh Masekela y Miriam Makeba. Dos conciertos en Harare, Zimbabue, fueron filmados en 1987 para el lanzamiento del concierto en video The African Concert. El público era una mezcla multirracial y muchos espectadores viajaron desde Sudáfrica.
El éxito del álbum hizo ganar a Paul Simon el premio al Mejor Artista Solista Internacional en los Brit Awards en 1987.
En 1998, los lectores de la revista Q lo votaron el 56.º álbum más grande de todos los tiempos. En 2006, la revista Q colocó el álbum en el # 39 en su lista de los "40 mejores discos de los años 80". También ocupó el puesto número 84 en una encuesta de 2005 realizada por la cadena de televisión británica Channel 4 para determinar los 100 álbumes más grandes de todos los tiempos. En 1989, fue clasificado # 5 en la lista de la revista Rolling Stone de los 100 mejores álbumes de los años ochenta. Se colocó 81.º (71.º en la versión actualizada de 2012) en la lista de la revista Rolling Stone de los Anexo:Los 500 mejores álbumes de todos los tiempos según Rolling Stone como "un álbum sobre el aislamiento y la redención que trascendía, para convertirse en la banda sonora del mundo entero ".
La canción "Graceland" fue votada como el # 485 en la lista de las 500 mejores canciones de todos los tiempos de la revista Rolling Stone. En 2002, Pitchfork lo nombró el 85.º mejor disco de la década de 1980 citándolo como "un logro musical fenomenal". En 2006, la revista Time lo nombró como el primero de los 100 álbumes más importantes de todos los tiempos. En 2012, Slant Magazine colocó el álbum en el # 19 en su lista de "Los mejores álbumes de la década de 1980".
Un documental de 2012,Under African Skyes, dirigida por Joe Berlinger celebra el 25 aniversario del lanzamiento del álbum, e incluye imágenes de archivo, entrevistas, análisis de la controversia asociada con la versión original, y la cobertura de un concierto de reunión de aniversario.
En 2012, American Songwriter dio 5 estrellas a la reedición del 25 aniversario, que describe el álbum como "un experimento cultural que cambió la manera en que el mundo occidental ve Sudáfrica". En 2012, la edición del 25 aniversario del álbum entró en el Reino Unido en el top 10 una vez más.

## Lista de canciones
| Side one |                                      |                                        |          |  |
| N.º      | Título                               | Escritor(es)                           | Duración |  |
| 1.       | «The Boy in the Bubble»              | Forere Motloheloa, Paul Simon          | 3:59     |  |
| 2.       | «Graceland»                          | Simon                                  | 4:48     |  |
| 3.       | «I Know What I Know»                 | General MD Shirinda, Simon             | 3:13     |  |
| 4.       | «Gumboots»                           | Lulu Masilela, Jonhjon Mkhalali, Simon | 2:44     |  |
| 5.       | «Diamonds on the Soles of Her Shoes» | Joseph Shabalala, Simon                | 5:45     |  |

| Side two |                                                    |                  |          |  |
| N.º      | Título                                             | Escritor(es)     | Duración |  |
| 6.       | «You Can Call Me Al»                               | Simon            | 4:39     |  |
| 7.       | «Under African Skies»                              | Simon            | 3:37     |  |
| 8.       | «Homeless»                                         | Shabalala, Simon | 3:48     |  |
| 9.       | «Crazy Love, Vol. II»                              | Simon            | 4:18     |  |
| 10.      | «That Was Your Mother»                             | Simon            | 2:52     |  |
| 11.      | «All Around the World or the Myth of Fingerprints» | Simon            | 3:15     |  |

Bonus tracks
- Una reedición del álbum de 2004 en formato CD incluye tres canciones previamente inéditas como bonus tracks:

| N.º | Título                                                                | Escritor(es)     | Duración |  |
| 12. | «Homeless» (versión demo)                                             | Shabalala, Simon | 2:28     |  |
| 13. | «Diamonds on the Soles of Her Shoes» (versión alternativa)            | Shabalala, Simon | 4:43     |  |
| 14. | «All Around the World or the Myth of Fingerprints» (versión temprana) | Simon            | 3:17     |  |

## Créditos
- Paul Simon – guitarra acústica (pistas 1 y 11), guitarra (pistas 5 y 7), voz, synclavier (pistas 3 y 4), Bajo de seis cuerdas (pista 6), coros (pistas 1, 2, 4, 6, y 9)
- Rob Mounsey – arreglos de viento (pista 6) (no acreditado en el álbum)
- Ray Phiri – guitarra (pistas 2, 5, 6, 7, y 9)
- Adrian Belew – guitarra de sintetizador (pistas 1, 6, y 9), guitarra (pista 7)
- Demola Adepoju – pedal steel, guitarra (pista 2)
- Daniel Xilakazi – guitarra líder y rítmica (pista 4)
- Sherman Robertson – guitarra (pista 10)
- Cesar Rosas – guitarra y voces adicionales (pista 11)
- David Hidalgo – guitarra, acordeón, y voces adicionales (pista 11)
- Conrad Lozano – bajo (pista 11)
- Alphonso Johnson – bajo (pista 10)
- Lloyd Lelose – bajo (pista 9)
- Bakithi Kumalo – bajo (pistas 1, 2, 5, 6, y 7)
- Isaac Mtshali – batería (pistas 5, 6, 7, y 9)
- Vusi Khumalo – batería  (pistas 1 y 2)
- Petrus Manile – batería (pista 4)
- Alton Rubin, Jr. – batería  (pista 10)
- Louie Pérez – batería  (pista 11)
- Steve Gadd – batería adicional (pista 11)
- Makhaya Mahlangu – percusión (pistas 1 y 2)
- Ralph MacDonald – percusión (pistas 4, 6, 7, y 11)
- Youssou N'Dour – percusión (pista 5)
- Babacar Faye – percusión (pista 5)
- Assane Thiam – percusión (pista 5)
- James Guyatt – percusión (pistas 5,6 y 7)
- Lulu Masilela – pandereta  (pista 4)
- David Rubin – tabla de lavar (pista 10)
- Alton Rubin, Sr. – acordeón (pista 10)
- Jonhjon Mkhalali – acordeón (pista 4)
- Forere Motloheloa – acordeón (pista 1)
- Rob Mounsey – sintetizador (pistas 1 y 6)
- Barney Rachabane – saxofón (pista 4)
- Mike Makhalemele – saxofón (pista 4)
- Teaspoon Ndela – saxofón (pista 4)
- Lenny Pickett – saxofón tenor (pista 5)
- Earl Gardner – trompeta (pista 5)
- Alex Foster – saxofón alto (pista 5)
- Ronnie Cuber – saxofón barítono (pista 6)
- Jon Faddis – trompeta (pista 6)
- Randy Brecker – trompeta (pista 6)
- Lew Soloff – trompeta (pista 6)
- Alan Rubin – trompeta (pista 6)
- Dave Bargeron – trombón (pista 6)
- Kim Allan Cissel – trombón  (pista 6)
- Morris Goldberg – penny whistle (pista 6), saxofón soprano (pista 9)
- Johnny Hoyt – saxofón (pista 10)
- Steve Berlin – saxofón (pista 11)
- The Everly Brothers – voces adicionales (pista 2)
- The Gaza Sisters – voz (pista 3)
- Diane Garisto – coros (pista 4)
- Michelle Cobbs – coros (pista 4)
- Ladysmith Black Mambazo – voz (pistas 5 y 8)
- Joseph Shabalala – voz (pista 8)
- Linda Ronstadt – voces adicionales (pista 7)
- Roy Halee  - ingeniero

### Disputa de créditos con Los Lobos
El grupo Los Lobos aparece en la última pista, "All Around the World or The Myth of Fingerprints" De acuerdo con el saxofonista del Los Lobos Steve Berlin, Simon le robó la canción a Los Lobos, sin darles crédito de composición:
No fue un trato agradable para nosotros. Quiero decir que él [Simon] literalmente-y de ninguna manera puedo exagerar cuando digo-robó la canción de nosotros... Nos adentramos en el estudio, y el no tenía literalmente nada. Quiero decir, él no tenía ideas, no había conceptos, y dijo: "Bueno, vamos a improvisar"... Paul dijo: 'Oye, ¿qué es eso?' Empezamos a tocar lo que teníamos de ella, y es exactamente lo que se escucha en la grabación. Así que estamos como, 'Oh, bien. Vamos a compartir esta canción.
Paul Simon respondió:
Acabo de decir que en este momento no me importa si el disco sale sin Los Lobos en él. Yo estaba realmente cansado de esto-Yo no quiero entrar en un intercambio de insultos público sobre esto, pero esto se mantiene llegando. Así terminamos las grabaciones. Y tres meses pasaron, y no hubo ninguna mención de la "escritura conjunta". El álbum salió y no escuchamos nada. Entonces pasaron seis meses y Graceland se había convertido en un éxito y lo primero de lo que me enteré sobre el problema fue cuando mi manager recibió una carta de un abogado. Me sorprendió.

## Premios y nominaciones

### Premios Grammy
| Año  | Premio                                   | Trabajo nominado | Resultado |
| ---- | ---------------------------------------- | ---------------- | --------- |
| 1987 | Álbum del año                            | Graceland        | Ganador   |
| 1987 | Mejor interpretación vocal pop masculina | Graceland        | Nominado  |
| 1988 | Canción del año                          | Graceland        | Nominado  |
| 1988 | Mejor grabación del año                  | Graceland        | Ganador   |

## Charts

### Mejores posiciones
| Lista (1986–87)                    | Posición |
| ---------------------------------- | -------- |
| Australian Kent Music Report Chart | 1        |
| Austrian Albums Chart              | 3        |
| Canadian Albums Chart              | 1        |
| Dutch Albums Chart                 | 1        |
| European Top 100 Albums            | 1        |
| Finnish Albums Chart               | 7        |
| French Albums Chart                | 1        |
| Italian Albums Chart               | 4        |
| Japanese Albums Chart              | 46       |
| New Zealand Albums Chart           | 1        |
| Norwegian Albums Chart             | 13       |
| Spanish Albums Chart               | 15       |
| Swedish Albums Chart               | 13       |
| Swiss Albums Chart                 | 1        |
| UK Albums Chart                    | 1        |
| U.S. Billboard Pop Albums          | 3        |
| West German Albums Chart           | 2        |

| Lista (2012)                      | Posición |
| --------------------------------- | -------- |
| Australian Albums Chart           | 12       |
| Belgian Albums Chart (Flanders)   | 43       |
| Belgian Albums Chart (Wallonia)   | 31       |
| Croatian Albums Chart             | 29       |
| Danish Albums Chart               | 24       |
| Dutch Albums Chart                | 4        |
| German Albums Chart               | 91       |
| Irish Albums Chart                | 3        |
| Japanese Albums Chart             | 167      |
| New Zealand Albums Chart          | 15       |
| Norwegian Albums Chart            | 6        |
| Spanish Albums Chart              | 37       |
| Swedish Albums Chart              | 4        |
| UK Albums Chart                   | 4        |
| U.S. Billboard 200                | 51       |
| U.S. Billboard Top Catalog Albums | 3        |

| Lista (1986)            | Posición |
| ----------------------- | -------- |
| Australian Albums Chart | 22       |
| Dutch Albums Chart      | 14       |
| Canadian Albums Chart   | 21       |
| UK Albums Chart         | 4        |
| Lista (1987)            | Posición |
| Australian Albums Chart | 4        |
| Austrian Albums Chart   | 12       |
| Canadian Albums Chart   | 4        |
| Dutch Albums Chart      | 2        |
| French Albums Chart     | 19       |
| Italian Albums Chart    | 15       |
| Swiss Albums Chart      | 3        |
| UK Albums Chart         | 14       |
| US Albums Chart         | 2        |
| Lista (2012)            | Posición |
| Dutch Albums Chart      | 89       |
| Swedish Albums Chart    | 84       |

| Lista (1980–89)         | Posición |
| ----------------------- | -------- |
| Australian Albums Chart | 11       |
| UK Albums Chart         | 13       |

## Certificaciones
| País                  | Certificación | Ventas certificadas |
| --------------------- | ------------- | ------------------- |
| Australia (ARIA)      | 8x Platino    | 560.000             |
| Francia (SNEP)        | Platino       | 300.000             |
| Alemania (BVMI)       | 3x Oro        | 750.000             |
| Países Bajos (NVPI)   | Platino       | 100.000             |
| España (PROMUSICAE)   | Platino       | 100.000             |
| Reino Unido (BPI)     | 5x Platino    | 1 600 000           |
| Estados Unidos (RIAA) | 5x Platino    | 5 000 000           |